# Listy o guście, czyli smaku
Listy o guście, czyli smaku – program poezji rokokowej autorstwa Józefa Szymanowskiego, opublikowany w 1779 roku jako część dodatku Listy krytyczne o różnych literatury rodzajach i dziełach, dołączonego do wydania komedii Kawa autorstwa Adama Kazimierza Czartoryskiego.

## Poglądy estetyczne Szymanowskiego
Według Szymanowskiego na pojęcie gustu składają się: „czułość”, „delikatność” i „trafność”.
- Czułość – wrodzona właściwość wszystkich ludzi, dająca im wrażliwość na piękno i pozwalająca na doznanie przeżycia estetycznego. Właściwość tę posiadają nawet ludzie prymitywni, nie poddani działaniu kultury. Lektura dzieł literackich pozwala osłabić i opanować prymitywne,  bezkrytyczne reakcje emocjonalne i nadać im słodycz oraz tkliwość.
- Delikatność – rodzi się w człowieku dzięki znajomości doskonałych dzieł, która sprawia, że w umyśle zarysowuje się idealny wzorzec piękna, z którym zestawiane są wszystkie kolejne dzieła. Pozwala dostrzegać ukryte walory estetyczne i wciąż poszukuje nowości.
- Trafność – jest najważniejszym elementem gustu i ma podłoże całkowicie intelektualne. Pozwala na selekcjonowanie oraz ocenę myśli i obrazów, podsuwanych przez czułość i delikatność. Trafność nie wymaga zastanowienia, działa odruchowo.

Według Szymanowskiego, gust podlegał rozwojowi w trakcie dziejów, dlatego nie należy niewolniczo ulegać twórczości dawnej, zawierającej wiele skaz. Jako niedoskonały krytykuje więc antyk oraz pisarzy zbyt silnie do niego nawiązujących. Doskonałe jest to, co nowe i współczesne, szczególnie, jeśli swoje źródło ma w wykwintnej kulturze salonów. Są one według niego idealnym miejscem kształcenia gustu, szczególnie dzięki obecności kobiet, które wyposażone są we wrodzoną delikatność i urodę. Najważniejsze dla twórczości literackiej nie są skodyfikowane przepisy, ale piękno i słodycz.
W swoim programie Szymanowski zawarł również krytykę kilku pisarzy, m.in. Piotra Kochanowskiego, Szymona Szymonowica, Sebastiana Klonowica za niewłaściwe dobieranie słów i wyrażeń. Podobnie odniósł się do sztuki Panna na wydaniu autorstwa Czartoryskiego, zarzucając mu, że jedna z bohaterek przemawia w sposób zbyt „gruby”, a według niego taki wyraz gdy z ust kobiecych wychodzi, kazi te usta, przyjemności samej poświęcone.